# 果山还阳参
果山还阳参（学名：Crepis bodinieri）为菊科还阳参属的植物，是中国的特有植物。分布在中国大陆的四川、云南、西藏等地，生长于海拔1,600米至2,900米的地区，多生于山坡林下或灌丛中，目前尚未由人工引种栽培。